# Жетибай (Байзацький район)
Жетиба́й (каз. Жетібай) — село у складі Байзацького району Жамбильської області Казахстану. Адміністративний центр Жалгизтобинського сільського округу.
У радянські часи село називалося Новоівановка.
Населення — 1756 осіб (2021; 1945 у 2009, 1986 у 1999, 1587 у 1989).